# Karl Ernst Krafft
Karl Ernst Krafft (Basilea, Suïssa, 10 de maig de 1900 – 8 de gener de 1945) va ser un astròleg i grafòleg suís, recordat per haver col·laborat amb el règim nazi.

## Carrera com a astròleg
Després de fer el batxillerat al Gymnasium humanista de Basilea, entre 1919 i 1924 va estudiar matemàtiques, física, química i estadística a les universitats de Basilea, Ginebra i Londres. Gran part dels següents deu anys va treballar en un llibre intitulat Traits of Astro-Biology (Trets de astrobiología), on exposava la seva pròpia teoria, anomenada tipocosmia (typocosmy), una predicció del futur basada en l'estudi de la personalitat de cada individu. A principis de la dècada de 1930, quan Hitler va ascendir al poder, Krafft va gaudir d'un estatus únic entre els ocultistes i profetes a Alemanya, tot i que, al principi, el Partit Nacional Socialista, pel que treballaria posteriorment, el va perseguir (els ocultistes i els francmaçons eren molt perseguits pel partit).
En 1937 es va casar a Zúric amb Anna van der Koppel, filla d'un empresari holandès de Zeist.
Encara que l'Estat nazi perseguia als astròlegs, Rudolf Hess i Heinrich Himmler els consultaven. Krafft es va introduir en l'àmbit de l'elit nacionalsocialista al novembre de 1939, quan va realitzar una notable predicció. Va predir que la vida del Führer estaria en perill entre el 7 i el 10 d'aquest mes. El dia 2 va escriure a un amic, el doctor Heinrich Fesel, que treballava per Himmler, i el va advertir sobre un atemptat contra la vida de Hitler.
Krafft va assegurar als líders del Reich que la victòria seria segura, que la guerra acabaria sens dubte en 1943, a favor d'Alemanya. L'estel de Krafft seguia en ascens quan Rudolf Hess va realitzar el seu vol a Escòcia el 1941. Però encara que Hess els donava suport en secret a tots, Hitler va ordenar una purga d'astròlegs, ocultistes i altres savis. Krafft va ser detingut i empresonat durant un any. Va ser enviat a treballar en els horòscops dels generals i almiralls aliats, i el seu contacte va ser Kurd Kisshauer a Amt Rosenberg. Una de les seves prediccions en analitzar les cartes astrals d'Erwin Rommel i de Bernard Montgomery, adversaris en la guerra del desert, va ser: "Bé, em sembla que la carta d'aquest home, Montgomery, és més forta que la de Rommel."

## Últims anys
La salut de Krafft va ser decaient i va començar a sentir un complex de persecució. Li va escriure a un oficial d'alt rang una carta en la qual assegurava que les bombes dels britànics destruirien molt ràpid el Ministeri de Propaganda a Berlín (una altra afirmació que era certa). La carta va ser enviada a la Gestapo, i aquesta la va considerar una prova de traïció. Krafft va ser empresonat en condicions lamentables, va contreure tifus i finalment va morir el 8 de gener de 1945 quan era portat al camp de concentració de Buchenwald.